# Абас Барау
Абас Барау (нім. Abass Baraou, 28 жовтня 1994, Аален) — німецький професійний боксер, призер чемпіонату світу, чемпіон Європи серед аматорів.

## Любительська кар'єра
на Європейських іграх 2015 програв у другому бою Парвізу Багірову (Азербайджан).
На чемпіонаті Європи 2017 став чемпіоном.
- В 1/16 фіналу переміг Мирослава Капулера-Іщенко (Ізраїль) — 4-1
- В 1/8 фіналу переміг Александроса Цанікідіса (Греція) — 4-1
- В 1/4 фіналу переміг Вінченцо Манджакапре (Італія) — 3-2
- У півфіналі переміг Василя Білоуса (Молдова) — 5-0
- У фіналі переміг Пета Маккормака (Велика Британія) — 4-1

На чемпіонаті світу 2017 завоював бронзову медаль.
- В 1/8 фіналу переміг Хуана Солано (Домініканська Республіка) — 4-0
- В 1/4 фіналу переміг Бямбина Тувшинбата (Монголія) — 5-0
- У півфіналі програв Роніелю Іглесіас (Куба) — 1-4

## Професіональна кар'єра
2018 року дебютував на професійному рингу і впродовж 2018—2022 років провів 13 боїв, зазнавши в них лише однієї поразки від співвітчизника Джека Кулкая.